# Comuna Sânmihaiu Român, Timiș
Sânmihaiu Român (germană Rumänisch-Sankt-Michael, maghiară Bégaszentmihály, alternativ Oláhszentmihály) este o comună în județul Timiș, Banat, România, formată din satele Sânmihaiu German, Sânmihaiu Român (reședința) și Utvin. Se situează în Câmpia Timișului, pe Canalul Bega.

## Geografie
Se situează în centrul județului Timiș, la 12 km vest de municipiul Timișoara, pe drumul județean DJ591 Timișoara-Bobda și este traversat de Canalul Bega. Se învecinează la nord cu Săcălaz, la est cu Utvin, la sud-est cu Șag și Parța, la sud cu Peciu Nou, la sud-vest cu Diniaș, la vest cu Sânmihaiu German și la nord-vest cu Beregsău Mare.

## Istorie
Prima atestare documentară a Sânmihaiului Român datează din 1333, fiind amintită în listele de dijmă papale cu numele Sanctus Michael. Totuși, există și mențiuni ulterioare în documente, precum o diplomă de la 1350 în care se face referire la localitate cu numele Sanctus Mychael.
Populația așezării vecine, Sânmihaiu German, în prezent localitate aparținătoare, a scăzut de la aproximativ 1.500 în anul 1900 la 733 în 2002.
Veche localitate românească, a rezistat ocupației turcești, pentru ca la 1717, după cucerirea Banatului de austrieci, să aibă 40 de case. Apare apoi scrisă pe harta lui Mercy de la 1723-1725 și pe hărțile de la 1761 și 1783. Biserica românească a fost construită la 1774.
În perioada interbelică făcea parte din plasa Chișoda, județul Timiș-Torontal, avea peste 2.000 de locuitori și peste 500 de case.

## Politică și administrație
Comuna Sânmihaiu Român este administrată de un primar și un consiliu local compus din 15 consilieri. Primarul, Viorel Marcuți[*], de la Partidul Social Democrat, este în funcție din 2016. Începând cu alegerile locale din 2024, consiliul local are următoarea componență pe partide politice:
|  | Partid                          | Consilieri | Componența Consiliului | Componența Consiliului | Componența Consiliului | Componența Consiliului | Componența Consiliului | Componența Consiliului |
|  | ------------------------------- | ---------- | ---------------------- | ---------------------- | ---------------------- | ---------------------- | ---------------------- | ---------------------- |
|  | Partidul Social Democrat        | 6          |                        |                        |                        |                        |                        |                        |
|  | Partidul Național Liberal       | 3          |                        |                        |                        |                        |                        |                        |
|  | Alianța pentru Unirea Românilor | 3          |                        |                        |                        |                        |                        |                        |
|  | Alianța Dreapta Unită           | 3          |                        |                        |                        |                        |                        |                        |

Primarul comunei, Viorel Marcuti, face parte din PSD.

## Localități înfrățite
- Mornac, Franța

## Personalități locale
- Ciprian Radovan, (n. 1939), pictor, artist plastic

## Demografie
Componența etnică a comunei Sânmihaiu Român
     Români (78,8%)
     Maghiari (1,34%)
     Alte etnii (1,95%)
     Necunoscută (17,91%)
Componența confesională a comunei Sânmihaiu Român
     Ortodocși (63,94%)
     Penticostali (8,14%)
     Romano-catolici (3,23%)
     Baptiști (1,37%)
     Alte religii (4,15%)
     Necunoscută (19,18%)
Conform recensământului efectuat în 2021, populația comunei Sânmihaiu Român se ridică la 8.419 locuitori, în creștere față de recensământul anterior din 2011, când fuseseră înregistrați 6.121 de locuitori. Majoritatea locuitorilor sunt români (78,8%), cu o minoritate de maghiari (1,34%), iar pentru 17,91% nu se cunoaște apartenența etnică. Din punct de vedere confesional, majoritatea locuitorilor sunt ortodocși (63,94%), cu minorități de penticostali (8,14%), romano-catolici (3,23%) și baptiști (1,37%), iar pentru 19,18% nu se cunoaște apartenența confesională.

## Vezi și

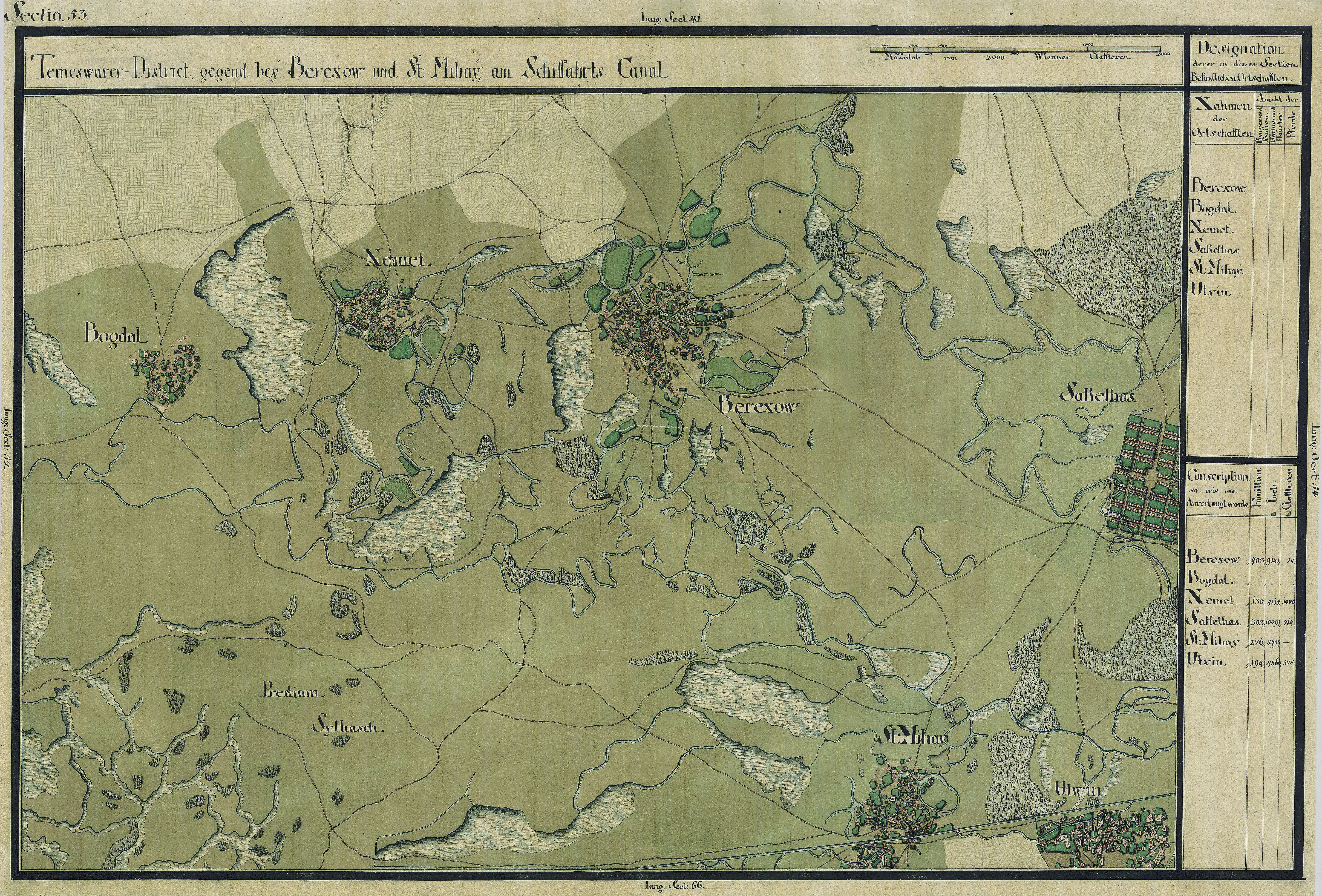
Sânmihaiu Român în Harta Iosefină a Banatului, 1769-72